# Pápateszér, Veszprém
Pápateszér  este un sat în districtul Pápa, județul Veszprém, Ungaria, având o populație de 1.213 locuitori (2011). 

## Demografie
Componența etnică a satului Pápateszér
     Maghiari (87,89%)
     Romi (6,85%)
     Germani (4,93%)
     Români (0,33%)
Componența confesională a satului Pápateszér
     Romano-catolici (62,65%)
     Fără religie (8,99%)
     Luterani (1,81%)
     Reformați (1,32%)
     Necunoscută (24,57%)
     Atei (0,66%)
Conform recensământului din 2011, satul Pápateszér avea 1.213 locuitori. Din punct de vedere etnic, majoritatea locuitorilor (87,89%) erau maghiari, existând și minorități de romi (6,85%) și germani (4,93%).  Din punct de vedere confesional, majoritatea locuitorilor (62,65%) erau romano-catolici, existând și minorități de persoane fără religie (8,99%), luterani (1,81%) și reformați (1,32%). Pentru 24,57% din locuitori nu este cunoscută apartenența confesională.